# Christopher Allmand
Christopher Allmand (ur. 1936, zm. 16 listopada 2022) – brytyjski historyk, mediewista. 

## Życiorys
Był profesorem historii średniowiecznej na Uniwersytecie w Liverpoolu, aż do przejścia na emeryturę w 1998 roku, później honorowy profesor tej uczelni. Specjalizował się w historii późnego średniowiecza ze szczególnym uwzględnieniem dziejów Anglii i Francji 

## Wybrane publikacje
- Henry V, London: Historical Association 1968.
- (redakcja) War, literature, and politics in the late Middle Ages, ed. by C. T. Allmand, Liverpool: Liverpool University Press 1976.
- (redakcja)  English suits before the Parlement of Paris: 1420-1436, edited for the Royal Historical Society by C.T. Allmand and C.A.J. Armstrong, London: Offices of the Royal Historical Society University Collage 1982.
- The Hundred Years War: England and France at War, c.1300-c.1450, Cambridge: Cambridge University Press 1988, ISBN 0-521-26499-5.
- The New Cambridge Medieval History, Volume 7: c.1415-c.1500, Cambridge: Cambridge University Press 1998, ISBN 0-521-38296-3.

## Publikacje w języku polskim
- Wojna Stuletnia: konflikt i społeczeństwo, tł. Tomasz Tesznar, Kraków: Wydawnictwo Uniwersytetu Jagiellońskiego 2012.